# Władysław Katuszewski

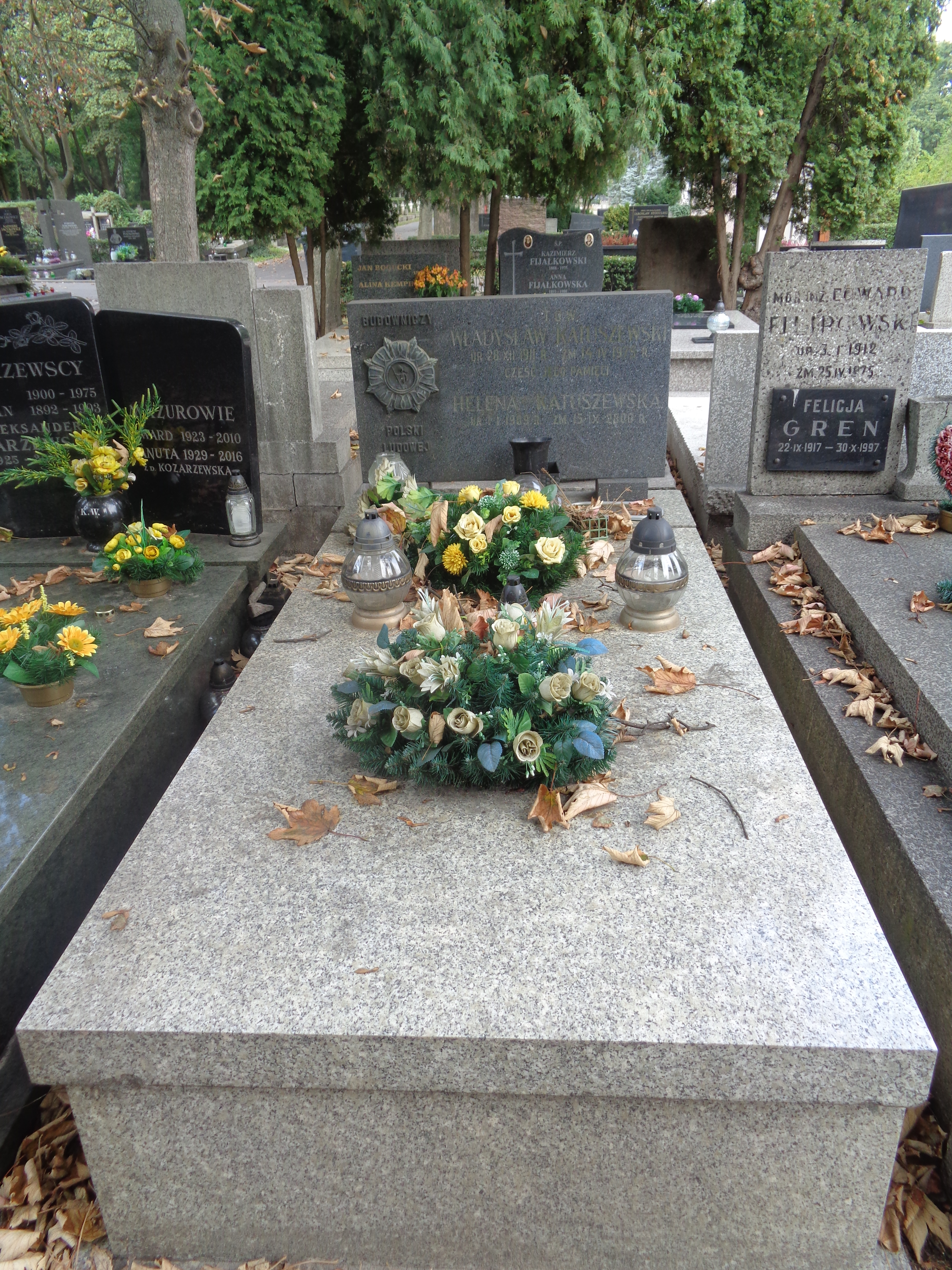
Grób Władysława Katuszewskiego na Cmentarzu Wojskowym na Powązkach

Władysław Katuszewski (ur. 19 grudnia 1911, zm. 14 kwietnia 1975) – polski formierz, poseł na Sejm PRL I kadencji. Przodownik pracy.

## Życiorys
Pracował na stanowisku mistrza formierskiego w Zakładach Mechanicznych „Ursus”. Został członkiem Polskiej Zjednoczonej Partii Robotniczej. W 1952 uzyskał mandat posła na Sejm PRL I kadencji w okręgu Pruszków, w parlamencie pracował w Komisji Przemysłu. Na wniosek Centralnego Zarządu Przemysłu Motoryzacyjnego w 1953 odznaczony odznaką Przodownika Pracy.
Pochowany na Cmentarzu Wojskowym na Powązkach (kwatera D31
rząd 4, grób 2).
Odznaczony Orderem Budowniczych Polski Ludowej.